# Rezerwat przyrody Wzgórza Sobkowskie
Rezerwat przyrody Wzgórza Sobkowskie – rezerwat krajobrazowy w gminie Sobków, w powiecie jędrzejowskim, w województwie świętokrzyskim.
- Powierzchnia: 37,08 ha[2] (akt powołujący podawał 37,18 ha[3])
- Rok utworzenia: 2005
- Dokument powołujący: Rozporz. Woj. Święt. 102/2005 z 04.11.2005; Dz. Urz. Woj. Święt. 256/2005, poz. 3138 z 10.11.2005

Obszar rezerwatu obejmuje murawy, zakrzewienia i las. Celem ochrony jest zachowanie naturalnych krajobrazów i stanowiska roślinności kserotermicznej z licznym udziałem gatunków roślin chronionych.
Występujący tu typ siedliskowy lasu to las mieszany świeży. W skład drzewostanu wchodzą: sosna, dąb, modrzew. Odnotowano tu aż 45 gatunków porostów.
Teren rezerwatu jest objęty ochroną czynną.